# 刺猬索尼克 (1991年游戏)
《刺猬索尼克》是由Sonic Team制作、世嘉在Mega Drive发行的平台游戏。本游戏是刺猬索尼克系列首作，於1991年6月23日在北美首先发行，然後於7月26日在日本和PAL区发行，此后亦被移植到多个平台上。
在游戏中，蛋头博士囚禁了小动物并且偷取了混沌翡翠，玩家需要操作刺猬索尼克收集金环、解救他的动物朋友并击败蛋头博士；收集金环达到一定数目可以奖励生命值。游戏以其节奏快速及设计新奇而著称，其制作受到了宫本茂的游戏影响，简化了跳跃和攻击的操作，并被设计的较为快速。
1990年，世嘉希望挑战任天堂在游戏市场中的地位，并借此立足，便着手创造一个新的吉祥物来和任天堂旗下的超级马里奥系列竞争，并要求当时剛成立不久的第九研究開發部（R&D 9，Sonic Team的前身）来制作。在考虑了一系列建议并经历了内部选拔之后，开发组决定以大岛直人设计的蓝色刺猬作为主角。游戏的开发则主要由中裕司、大岛直人以及安原广和三人负责。
《刺猬索尼克》收到了一致好评，曾一度居于北美畅销游戏榜首，更獲1991年金摇杆奖之“年度最佳游戏奖”以及《电子游戏月刊》的“年度游戏奖”。其将动物作为主角的游戏设计也催生了类似的游戏作品。作为世嘉最畅销的游戏之一，本作亦有多种改编作品及续作，并收录进多个合集中发行，多年来依然热度不减。

## 剧情和玩法

索尼克在跳跃的过程中击破带有金环图像的电脑，图中左上角分别显示得分、游戏时间以及收集的金环数，左下角显示索尼克的生命数

为了偷取六颗混沌翡翠并控制其中的能量，游戏的反派人物蛋头博士，绑架了南部岛屿的动物居民，并将他们关押在冰冷的机器人和固定的金属胶囊内。游戏的主人公，索尼克，一只速度超快的刺猬，前去阻止蛋头博士的邪恶计划，解救他的动物朋友们，并夺回混沌翡翠。
在游戏中，玩家需要操作主角索尼克，运用索尼克高速奔跑的能力，跑遍整个地带，踩踏弹簧，收集金环，避开陷阱（比如尖刺和无底洞），击败机器人怪物，解救小动物，并抵达终点来完成关卡。
游戏主要分为六个地带，每个地带共有三个关卡，各个地带都有着不同的视觉风格，更有其特有的敌人和障碍物。第三个关卡的末尾设有头目战，玩家需要打败蛋头博士和他的各类邪恶机器。在完成了前六个地带后，玩家将进入最终地带，与巨型机器里的蛋头博士作一决战。完成最终地带后，索尼克将前去和解救的小动物们团聚。
游戏开始时，玩家操纵的索尼克有三条生命。如果索尼克在没有金环的情况下触碰到尖刺或者敌人时，或者10分钟内未过关便会失去生命。失去生命后，玩家将在在检查点处继续游戏 。生命用尽时游戏将会结束，如果玩家可以使用“继续”次数，则可以接续该关卡而无需从首关开始，否则玩家将会回到标题画面重新游戏。
在游戏中，玩家按跳跃键后，索尼克将蜷缩成一团，并以此形态来进行攻击。玩家可以收集地带中散落的金环，收集到100个金环将会奖励1条额外生命。当索尼克不以蜷缩状态触碰到敌人或尖刺时，所有金环将会丢失，但可以在消失前重新收集部分金环，因而金环也可以作为索尼克的一道屏障 。如果玩家在前两个关卡收集50及以上数量的金环，关卡结尾处将出现通往奖励关卡的巨型金环。奖励关卡中可以收集奖励金环，还可以收集到隐藏的混沌翡翠，在奖励关卡中收集超过50个金环可以获得一次“继续”次数。此外，游戏中还遍布带有不同图案的电脑，击破对应的电脑可以获得对应的道具，比如获得保护罩或者临时令索尼克处于无敌状态，还可以得到奖励的金环。
本作设有双结局。如果玩家收集了所有混沌翡翠，作为奖励，结尾会出现蛋头博士狼狈的模样。反之则显示蛋头博士玩耍混沌翡翠来奚落玩家“再试一次”。

## 开发与发行

### 背景和角色设计
世嘉在1980年代将街机游戏移植到Mega Drive上，并取得了一定成功，但是世嘉并不满足于这个成就：当时任天堂正占据主导地位，《超級瑪利歐兄弟3》发行后更是取得巨大成功。因而在1988年，世嘉在内部便开展了一些比赛，希望选出一个吉祥物，并借此来与任天堂及其吉祥物马里奥竞争，进而在业界立足。原先世嘉想以阿历克斯小子作为吉祥物，但该形象被认为与马里奥过于相似，而且反响也表现平平。到了1990年，世嘉转而要求剛成立的内部工作室第九研究開發部（R&D 9）来为公司设计。由于对先前的结果不满意，世嘉的主席中山隼雄希望能塑造一个堪比米老鼠的标志形象。
工作室在角色、引擎和剧情方面给出了一些点子。由于开发组强调速度，R&D 9淘汰了一些速度不快的动物，比如袋鼠和松鼠。开发组曾考虑过一个具有大耳朵，能够抓东西的兔子，但由于Mega Drive的机能不足以渲染该形象，兔子的提案因而被放弃。此后团队缩小了搜索范围，寻找能缩成一个球的动物，并以这个动作作为攻击。最终團隊选定两个动物：犰狳和刺猬。后来由美术设计师大岛直人提出的刺猬角色占据上风，而犰狳则成为了《犰狳麦迪》的主角。大岛去纽约度假的时候把设计稿一并带着，并去了中央公园举办展示，让当地居民投票，选出他们最喜愛的角色。在收集了数份答复后，票选出的头号则是当今索尼克的设计雏形，其次则是一个形似西奥多·罗斯福和矮胖子的睡衣老头，即后来蛋头博士的设计雏形。
最初的刺猬设计底色为蓝绿色，有淡淡的蓝色阴影点缀，称为“Mr.ハリネズミ（针鼠先生）”。大岛称这个设计雏形来源于菲力猫的头部和米老鼠的身体组合。后来设计部对这只刺猬具体设定进行了细化，为了能够在游戏中突出显示，以及切合世嘉标志，底色被重新设计成深蓝色。而鞋子的设计则效仿迈克尔·杰克逊在《Bad》专辑中所穿的舞鞋，并配上了圣诞老人风格的红白配色，为了让外观显得更时尚，刺猬后背的针刺被凸显出来。后来，开发组将刺猬的名称由“针鼠先生”更名为“索尼克”（Sonic），代表“像音速一样快”，同时将部门易名为“Sonic Team”。。
大岛直人先前仿效马里奥里的碧姬公主，也给索尼克设计了一个叫“麦当娜”的人类女友。后来世嘉认为这个设计不适合孩童而将之推翻。与此同时，世嘉的美国分部担心大多数美国人不知道刺猬是何物；作為日本世嘉与美国世嘉的中间人，曾任职于日本世嘉的美籍員工马克·塞尔尼也表示当时美国的员工认为这个角色“无可救药”。于是他们请来了动画师威尔·文顿（Will Vinton）来指导开发组对索尼克进行重新设计，在这一次改动中，索尼克的设计被进行了全面的修改，不过，开发组亦和美国分部达成妥协，仅对欧美市场的设计做出修改。

### 编程与样品设计
在确定好主角后，世嘉委派程序员中裕司担任游戏的开发工作。中裕司曾为《梦幻之星》以及《大魔界村》在Mega Drive上的移植做出诸多贡献，同时也是《超级马里奥》系列的粉丝。不过中裕司也希望《超级马里奥》的节奏可以更快些，借此便奠定了本作的基调。
最初，游戏仅有中裕司和大岛直人为其开发，其后开发组随着对内容需求的增加而增添人手，最终开发组扩增到了七人：两个程序员、两个声音工程师和三个设计师。而开发组给内部起的开发代号则叫“击败马里奥”。在开发的初期，大岛直人便因为先前兔子的设计遇到了难题，后来中裕司认为游戏引擎不适合用兔子这个角色，便放弃了这个方案。与此同时，中裕司也受到马里奥主创宫本茂的启发，在游戏操作上大道至简，中裕司便希望游戏也能够单键操作。曾参与《兽王记》游戏开发的关卡设计师安原广和在后期加入团队，因其拥有较多的开发经验便成为了小组的领头人，同时也给二人的关卡开发提供指导，并给索尼克加入了跳跃攻击的技能，使得游戏单按钮操作成为可能。三人亦决定在索尼克跳跃时，让其蜷缩起来成一个球。确定好刺猬的角色后，其它角色也陆续被绘制出来。开发小组还将视觉复杂性当作游戏背景的一大特征，并着重于色彩的运用。
由于马里奥的高人气，同时中裕司也希望索尼克能够打通美国市场，于是索尼克的默认速度被设定同马里奥相仿。但后来开发组使用Mega Drive的调试工具模拟时遇到了不少程序问题，尤其是当索尼克加速时出现了动画失真，后来中裕司改进了算法解决了该问题。后续开发组还优化了游戏速度来达到预期效果，不过也有世嘉员工认为游戏速度过快。为了达成一致，开发组后来调慢了速度。
中裕司以“在管道里来回翻滚的球”作为设计原型，为本作设计了回环跑的功能，并于一次技术演示中展出。为此中裕司设计了一个算法，可以利用点阵来检测位置，进而能使精灵图在曲线上流畅移动，随后大岛的角色设计以及安原的关卡设计完善了这个原型。最初安原计划在三个月内完成游戏开发，但由于的爆发，导致他没能及时去往美国完成项目的后续。但即便留在日本，安原在一年来也一直专注于开发。在关卡设计中，安原将具有挑战性的部分融入到简单的关卡里，希望能够吸引休闲和硬核玩家。游戏的配色方案受到了流行艺术家铃木英人作品的影响，而第一關碧绿丘陵地带的美学则借鉴了加利福尼亚的风光，各个地带的设计则有着中裕司和大岛直人先前设计的草图作基础。
历时数个月的开发过程中，三人每日要工作近19小时。同时开发组也为了展现Mega Drive的硬件实力，便对游戏进行了多轮测试和修改，其过程超过6个月。据中裕司称，本作有着游戏史以来最快的人物速度以及旋转特效，而在同期的家用機中，僅Mega Drive能實現這種效果。
开发组原先想加入双人模式和声音测试的功能。前者通过分屏来实现，然而因经验不足而搁浅，不过后来在续作中加入。后者则原想加入播放游戏内音乐和音效的功能，并在测试界面放上索尼克在小动物前跳霹雳舞的场景，然最终却因诸多原因未能实现，中裕司便用剩余的容量加入了经典的“SE~GA”启动音效。
在开发《索尼克》的时间里，中裕司和世嘉的关系一直比较冷淡，他的工作也极少受到肯定，甚至还曾被世嘉指控违反开发者署名保密协定。游戏发行不久后，中裕司便离开了世嘉，不过世嘉美国分部后来又接纳了他。
中裕司表示，游戏的关卡设计挑战极大：在游戏中他创建了比平常更大的游戏地图，同时也要确保玩家游玩时不会迷失；设计碧绿丘陵地带花费了他近8个月的时间，期间的创作蓝图一直在推翻重建，不过他表示设计的过程也非常有趣。开发组亦曾尝试去创建更为平滑的地图，在加入回环跑的功能时还遇到了人物穿模的问题，创建游戏背景的时候也遇到了速度不同步的问题。
安原广和希望游戏能够同时吸引日本和美国的玩家，使得碧绿丘陵地带被重新设计了多次。游戏中的棋盘风格的地形则源于铃木裕的建议，后续这种设计也被用在《太空哈利》上。与此同时，开发组的成员还经常阅读《Fami通》来了解竞争对手的动态，从而避免重蹈覆辙。

### 音乐
世嘉社长中山隼雄曾和音乐产业有所联系，便建议他的朋友加山雄三来为《索尼克》编曲，然而开发组认为加山的音乐风格不太符合，便找来了DREAMS COME TRUE乐队的贝斯手兼作曲家中村正人。中村表示当时收到邀请时他很惊讶，因为乐队也才成立不久。但团队那份超越任天堂的决心使他受到鼓舞，便欣然接受了这份委托。
中村表示编曲最难的部分则是如何利用好有限的采样。在编曲的过程中他只有四种采样可用来组合，自己对电子音乐知识的匮乏也让他很难达成目标。在为游戏编曲的过程中，中村还同时为乐队的新专辑《Million Kisses》作曲，后来游戏的音乐用一台雅达利ST计算机并配合C-lab公司的Notator编曲软件对其数字化。
2011年10月19日，游戏发行的20年后，中村乐队旗下的DCT唱片公司于日本发行了收录游戏初代和二代原声的CD集。專輯共包含三碟，第一碟收录了游戏原声，第二碟收录了中村的试录集，第三碟则收录乐队的歌集以及混音集。

### 包装和发行
游戏包装由插画师渡边章负责设计，除了要让角色鲜明之外，渡边还利用简洁的线条和平滑的渐变令其看起来干净利落。在一次采访中，渡边表示当时的开发组想让他做一份贴合流行艺术的包装，要尽可能新奇有特色，和传统包装拉开差距。1991年1月，世嘉在CES上展出该游戏，会上该游戏被认为印象深刻，并因此获得了CES奖。世嘉也在1991年夏季的CES展上展出该游戏。
世嘉美国的CEO汤姆·卡林斯克（Tom Kalinske）希望角色不会令大众失望，便请来了市场营销部的主任阿尔·尼尔森（Al Nilson）协助。尼尔森召集了全美国的马里奥粉丝，作为对比，他让玩家们先试玩《超级马里奥》后再试玩《刺猬索尼克》并让他们作评价，结果80%的玩家们表示更偏好后者。1991年6月23日，本作正式在北美发行，日本与PAL区则在7月发行，同年12月，世嘉美国将该游戏取代《兽王记》来作为购买Genesis游戏机附送的游戏，并因此推动游戏机销量突破1500万台。同时世嘉为了推广该游戏，先前购买游戏机但没能收到该游戏的用户还可以请经销商免费邮寄。并且为了配合营销，世嘉美国也将索尼克作为新的吉祥物来宣传。

## 反应
| 媒体                                     | 得分       |
| ---------------------------------------- | ---------- |
| ACE                                      | 925/1000 · |
| Beep! MegaDrive\|Gemaga\|Beep! MegaDrive | 37/40      |
| 电脑与电子游戏                           | 94%        |
| 龙                                       | [ 41 ]     |
| 电子游戏月刊                             | 36/40      |
| GamePro                                  | 24/25      |
| Génération 4                             | 97%        |
| HobbyConsolas                            | 95%        |
| Joystick                                 | 98%        |
| Player One                               | 96%        |
| Raze                                     | 95%        |
| 娱乐周刊                                 | A+         |
| Mean Machines                            | 92%        |
| Sega Power                               | 97%        |

| 媒体                  | 奖项                    |
| --------------------- | ----------------------- |
| 电子游戏月刊 金摇杆奖 | 年度最佳游戏            |
| 欧洲电脑贸易展        | 最佳电子游戏 现场观众奖 |

### 销量
《刺猬索尼克》在商业上大获成功，曾登顶美国1991年畅销电子游戏榜达数月，超越了同期超级马里奥系列的销量，同时也是当年百視達租出率最高的电子游戏之一。截至同年圣诞节，本作在美国的销量达到近100万，而本作在英国的销量亦居高不下。
作为1991年最畅销的电子游戏之一，本作于1991年底于世界范围内达到了200万份的销量，也成为世嘉当年销量最高的游戏，同时也帮助世嘉在主机销售方面获得近10亿美元的收入，并在欧洲市场达到了65%的市占率。至1992年3月，本作销量达到280万（美国地区的180万，欧洲和日本地区的100万），并成为世嘉游戏史上的一次销售高峰。同年10月本作销量达到了370万份，12月超出450万份，至1997年，本作于全球的销量超过1400万份，销售收入达到近4亿美元，高于当时百事达一部电影租赁的收入（约2亿~3亿美元）。
2008年本作的移动端版本下载量达800万次，至2009年2月，本作与主机组合销售的销量超过1500万份，2011年本作于Xbox Live Arcade的销量达482,960份，2013~2016年间Android端版本下载量则超过50万次。至2016年，本作于全平台的销售量和下载量总和更达到了近1.4亿。

### 媒体评价
本作大受好评，当时主流的电子游戏杂志均对本作给出超过90%的评分。作为一款以世嘉吉祥物打造的平台游戏，也被认为是世嘉对任天堂《超级马里奥》系列作出的反击。其在1991年1月CES展览上首次亮相后，《电脑与电子游戏》的评论员约翰·库克（John Cook）认为本作是展会上最令人印象深刻的游戏，称其是“和马里奥一个模子里刻出来的跳跃游戏”，但有着令人欣喜的速度和绝佳的音乐。一经发行，杂志的另一位评论员保罗·兰德（Paul Rand）将其与《超级马里奥世界》深入对比，并认为《索尼克》画面略胜一筹，但相比《超级马里奥世界》而言其游戏性有所欠缺。《Génération 4》的评论员弗兰克·拉多瓦（Frank Ladoire）相信索尼克作为新世代主机的游戏，能够很好展现Mega Drive的硬件实力，也能创造绝赞的事物。《娱乐周刊》的鲍勃·施特劳斯（Bob Strauss)给予本作A+的评分，认为尽管本作节奏非常快，但从不令人感到混乱或失望，并将其列入杂志中1991年最佳的游戏之一。
评论家们称赞了本作鲜艳和细致的图像。兰德认为本作的配色方案生动而不扎眼，称赞其在各方面对颜色的细致运用，并认为是Mega Drive上有着最好图像的游戏。《GamePro》的Boogie Man以及《Mean Machines》则认为本作错综复杂的图像“亮眼而迷人”。《龙》的The Lessers表示本作优秀的图像使其有望成为1991年最佳游戏，《GameZone》则夸赞本作的动画前所未有地流畅，《Raze》的朱利安·博德曼（Julian Boardman）赞赏了本作生动细致的背景和精灵图。
本作的音乐和音效也广受好评，受到《龙》和《GameZone》杂志的称赞。兰德称赞其音乐朗朗上口，音效颇为精彩。尽管《Mean Machines》认为音乐吸引力不足，但也对音效设计表示了认可，不过《Raze》的博德曼则认为音乐有些乏味。
本作快速的游戏风格也为评论家所点评，被认为是平台游戏中空前的创新，但其难度设计却有争议。兰德认为其“不可思议”，游玩起来非常梦幻，《GameZone》也认为本作能让玩家销魂荡魂，Boggie Man则称赞了开发团队在奔跑和跳跃方面带给玩家引人入胜的游戏体验，《EGM》则认为其难度比较普通。尽管获得了好评，不过兰德认为一遇敌就失去所有金环的机制比较令人沮丧。

### 奖项
本作于1991年被金摇杆奖授予年度最佳游戏奖，同年亦被《电子游戏月刊》授予年度游戏奖，以及被欧洲电脑贸易展授予最佳电子游戏及现场观众奖。1992年《Mega》杂志将《索尼克》列入最喜爱的Genesis平台游戏之第三名，1995年亦被《Flux》杂志列为“百大电子游戏”第四名，1996年《GamesMaster》杂志将本作列为“史上最佳电子游戏100作”第78名。2016年，《索尼克》更入选美国斯特朗国家游乐博物馆的“世界电子游戏名作堂”。

### 回顾评价
| 汇总媒体     | 得分   | 得分    | 得分   | 得分   | 得分   | 得分   |
| 汇总媒体     | MD     | GBA     | X360   | Wii    | 3DS    | iOS    |
| ------------ | ------ | ------- | ------ | ------ | ------ | ------ |
| GameRankings | 86%    | 32.50%  | 不适用 | 不适用 | 不适用 | 70%    |
| Metacritic   | 不适用 | 33/100. | 77/100 | 不适用 | 81/100 | 不适用 |

| 媒体          | 得分   | 得分   | 得分   | 得分   | 得分   | 得分   |
| 媒体          | MD     | GBA    | X360   | Wii    | 3DS    | iOS    |
| ------------- | ------ | ------ | ------ | ------ | ------ | ------ |
| Eurogamer     | 不适用 | 不适用 | 9/10   | 不适用 | 不适用 | 不适用 |
| GameSpot      | 不适用 | 2.5/10 | 不适用 | 7.3/10 | 不适用 | 不适用 |
| IGN           | 不适用 | 不适用 | 不适用 | 8/10   | 不适用 | 不适用 |
| Nintendo Life | 不适用 | 不适用 | 不适用 | 8/10   | 不适用 | 不适用 |

| 媒体         | 奖项         |
| ------------ | ------------ |
| 电子游戏月刊 | 十大重要游戏 |

在经历过多轮重制后，对本作的回顾评论仍趋向积极，评论聚合网站GameRankings基于2000年代的9份在线评价给出86%的评分。一直以来，《索尼克》热度不减，并被认为史上最佳的电子游戏之一。
GameSpot的弗兰克·普罗沃（Frank Provo）将本作称为史上最佳的平台游戏之一，尽管本作的Game Boy Advance移植版有些不稳定，但本作的图像、音乐以及玩法即使经历多年依旧新鲜。IGN的卢卡斯·M·托马斯（Lucas M. Thomas）表示本作经历的起时间的考验，《卫报》的基思·斯图尔特（Keith Stuart）认为本作对速度的强调以及类似弹球的设计背离了游戏设计的固有规则，而复杂的关卡设计也让玩家了解应该通过操练而不是观察来积累经验，不过斯图尔特亦总结道，尽管游戏设计不符合常规，但每一次玩家能够超越自我或者运气当头之时，便会觉得每一步操作都是正确而完美的，如同如鱼得水一般，在这方面，《索尼克》是一部杰作。

## 回响
本作作为一款Mega Drive游戏，极大推动了该主机在北美的销量及知名度，促使其成为任天堂旗下超级任天堂的竞品。在1991年10月至12月游戏爆火期间，Mega Drive的销量高出超级任天堂近一倍。本作也使得世嘉能够在家用机市场立足，并于1992年1月占据了近65%的16位机种市场。尽管任天堂最终还是取代了世嘉成为行业一哥，但本作的发行使得1985年12月以来一直引领游戏市场的任天堂第一次失手。
索尼克的角色设计也催生了其它以动物为主角的平台游戏，比如Accolade的《大笨猫》、SUNSOFT的《飞翔蝙蝠》 和《零式特攻队》、艺电的《詹姆斯庞德3》、Shiny Entertainment的《蚯蚓吉姆》以及Beam Software的《雷克斯龙冒险》。而且，这种融入性格的动物角色设计也在后世代的游戏得以延续，比如曾表示受本作灵感激发的《古惑狼》和《杰克龙蜥蜴》。
本作作为电子游戏史上最畅销的作品之一，其商业上的成功也催生了诸多续集及周边，也正因如此，次年世嘉便推出了《刺猬索尼克2》，此后更推出了多种游戏以及新角色，并扩展至动画、漫画、小说以及玩具等多营销路线。续作中，索尼克和蛋头博士的正反两派组合也被继承，而且即便世嘉退出家用主机产业后也仍在延续。游戏的首关碧绿丘陵地带更是在《索尼克大冒险2》、《索尼克世代》、《索尼克狂欢》、《索尼克力量》以及《任天堂明星大乱斗》系列得以延续。
本作也诞生了诸多同人作品，比较著名的有红白机上的山寨游戏《音速玛莉》，将马里奥作为主角；替换游戏素材后的《刺猬索尼克 Megamix》以及由动画《索尼克音爆》改编的《索尼克1 音爆》。

### 再版

#### 8位机版
1991年后期，世嘉委托Ancient游戏公司为其旗下Master System及Game Gear游戏机开发本作的8位机版本，玩法上大体上与本作相似，但删减了一些关卡、图像和机制。该作品的音乐则由古代祐三制作（亦是Ancient遊戲公司創辦人），谱曲上和原作保持一致，同时该作也是世嘉在北美所发行的最后一款Master System游戏。

#### Game Boy Advance
2006年11月14日，为了纪念本作发行15周年，世嘉发行了本作的Game Boy Advance移植版本，新加入了存档机制和旋转冲刺的技能，不过由于和原作体验差距较大，该作的口碑较为糟糕，在Metacritic上仅获得了33分（满分100分）。官方对此解释道是游戏机性能不足所致，但后来经工程师西蒙·汤姆利（Simon Thomley）（后来《索尼克狂欢》的开发者之一）逆向工程后，西蒙放出了一份更为流畅，内容更丰富的游戏录像，并证明GBA理论上是可以支持游戏完整特性的。

#### 移动版
2013年5月15日及16日，本作的重制版上架于App Store及Google Play，供iOS、Apple TV及Android端游玩，由克里斯蒂安·怀特海（Christian Whitehead）及Headcannon公司的西蒙·汤姆利二人使用Retro Engine开发。该移植版做了诸多优化，除了支持宽屏画面、保留了GBA版本中的冲刺技能以外，还新增了计时挑战模式，更将塔尔斯和纳克鲁斯作为可玩角色加入。同时开发者还加入了可供玩家自定义的“调试模式”，解锁后玩家可以调整关卡中的一些元素。2017年该版本亦于SEGA Forever网站上架。

#### 3D版
作为任天堂3DS之3D经典系列的一部分，本作的3DS重制版于2013年发行，同时为充分利用3DS的裸眼3D特性，本作的代码被重构，该版也加入了旋转冲刺的技能，并提供了一个CRT风格的滤镜，玩家也可以从任意关卡开始游戏。

#### 合集
自发售以来，本作亦被收录于多个合集中发售。1995年本作收录于Mega Drive平台的《索尼克合集》，1997年收录于世嘉土星平台的《索尼克嘉年华》，2002年收录于任天堂GameCube平台的《索尼克超级合集》，2004年收录于PlayStation 2及Xbox平台的《索尼克超级合集PLUS》，2006年收录于PlayStation 2和PlayStation Portable平台的《SEGA Mega Drive合集》，2009年收录于Xbox 360及PlayStation 3平台的《索尼克SEGA Mega Drive终极合集》，2010年收录于任天堂DS平台的《索尼克经典合集》，2018年收录于Microsoft Windows、PlayStation 4及Xbox One平台的《SEGA Mega Drive经典合集》。此外，本作亦能使用Oculus Rift在Oculus Arcade平台上游玩，2022年本作的重制版亦收录在《索尼克起源》中。

#### 下载版
本作亦被所有第七世代游戏机支持，在Wii Virtual Console、Xbox Live Arcade及PlayStation Network均有上架。2007年本作还支持在iPod Classic和带视频功能的iPod Nano上游玩，2009年本作于GameTap平台上架，2010年10月于Steam上架，2018年9月20日，本作作为世嘉经典的一部分于任天堂eShop上架，同时本作也可在《索尼克世代》Xbox 360及PlayStation 3版本中解锁。

#### 取消的版本
U.S. Gold公司曾获授权为Amiga、ZX Spectrum、康懋达64、Amstrad CPC及雅達利ST计算机制作本作的移植版，但最终计划流产。此后有部分相关的截图流传，部分上和先前的8位机版本相仿。此外，世嘉还曾计划利用Mega-CD为其对游戏内容进行拓展，但随后被《音速小子CD》取代。